# 張汝霖 (金朝)
張汝霖（？—1190年）字仲澤，遼陽（今辽宁省辽阳市）人。金朝開國元勳張浩之子。
年少时聰慧好學，張浩嘗稱之曰：「吾家千里駒也。」貞元二年（1154年）進士，歷任翰林待制、刑部侍郎、中都路都运使、御史大夫。張汝霖手段圓滑，諫言多被採納。大定八年（1168年）除刑部員外郎中。进拜平章政事，封芮國公。金世宗逝世，他与太尉徒單克寧、右丞相完颜襄等同受命为顾命大臣。明昌元年十二月（1191年）正月病逝，改封莘國公。諡文襄。